# Simulium baracorne
Simulium baracorne es una especie de insecto del género Simulium, familia Simuliidae, orden Diptera.
Fue descrita científicamente por Smart, 1944.